# Boeing XB-38 Flying Fortress

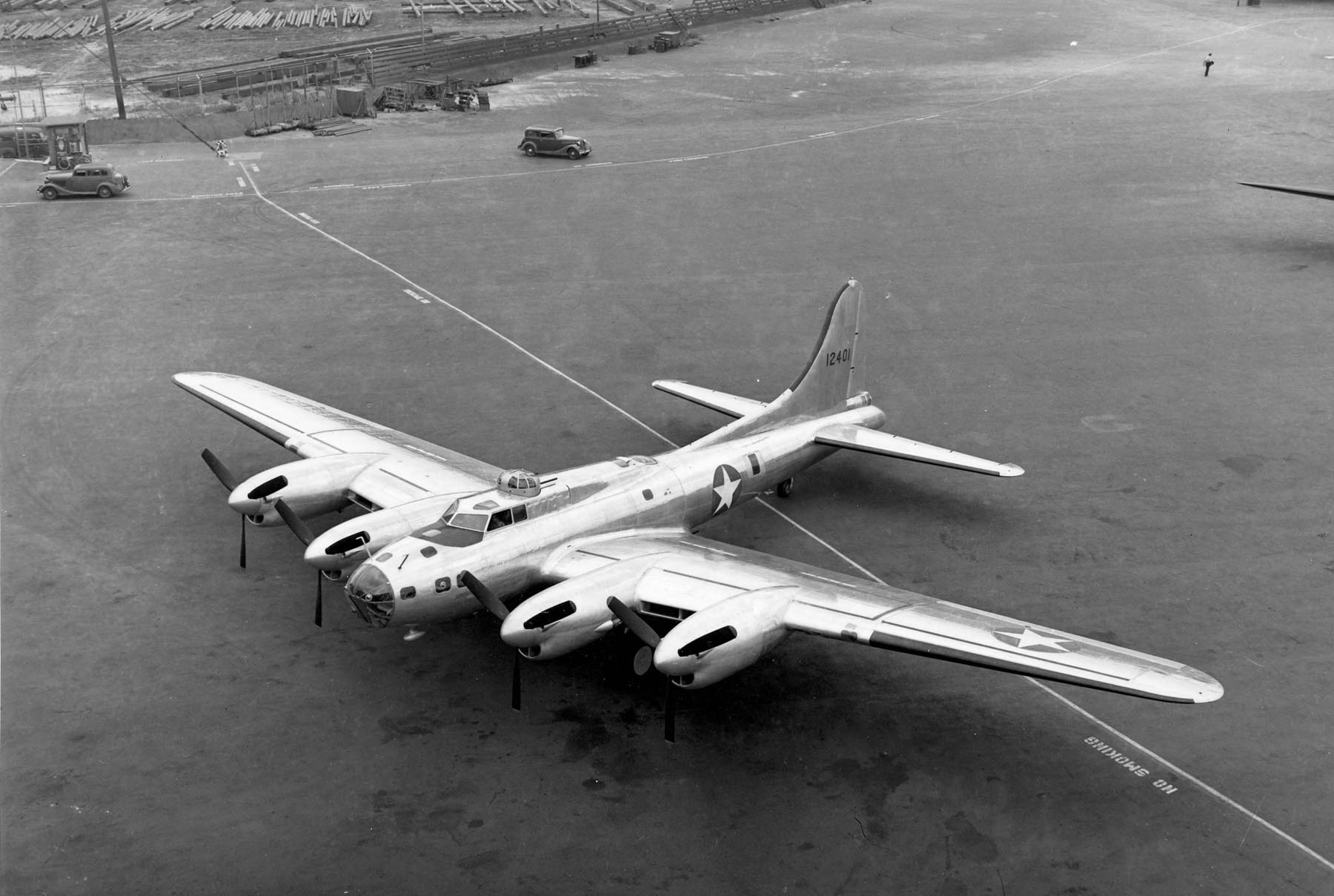
С веб-сайта Национального музея военно-воздушных сил США.

XB-38 «Летающая крепость» представляла собой единичный экземпляр переоборудованного серийного самолёта B-17E «Летающая крепость» для проверки возможности замены стандартного радиального двигателя Wright R-1820 двигателем Allison V-1710 в начале Второй мировой войны.

## Проектирование и разработка
XB-38 был результатом проекта по модификации, реализованного компанией Vega (дочерней компанией Lockheed) на базе Boeing B-17 «Летающая крепость» для установки на него двигателей Allison V-1710-89 V-12 с жидкостным охлаждением. Это должен был быть улучшенный B-17 и альтернатива на случай, если обычных радиальных двигателей Wright R-1820 с воздушным охлаждением станет не хватать. На внесение изменений ушло меньше года, и XB-38 совершил свой первый полёт 19 мая 1943 года. Был построен только один экземпляр, и он был модифицирован из серийного самолёта.
У XB-38 была более высокая максимальная скорость, но потолок высоты был ниже. После нескольких полётов он был списан из-за утечки выхлопных газов из коллекторов двигателей. После устранения неисправности испытания возобновились, но во время девятого полёта 16 июня 1943 года загорелся двигатель правого борта, и экипаж катапультировался. XB-38 был уничтожен, и проект был отменен, отчасти потому, что двигатели V-1710 пользовались большим спросом для Lockheed P-38 Lightning, Curtiss P-40 Warhawk и североамериканских истребителей P-51A Mustang.

### Операторы
США
- Военно - воздушные силы Армии Соединенных Штатов

## Технические характеристики (XB-38)
Общие характеристики
- Экипаж: 10 человек
- Длина: 74 фута 0 дюймов (22,56 м)
- Размах крыльев: 103 фута 11 дюймов (31,67 м)
- Рост: 19 футов 2 дюйма (5,84 м)
- Площадь крыла: 1420 кв. футов (131,9 м2)
- Вес без нагрузки: 34 750 фунтов (15 762 кг)
- Общий вес: 56 000 фунтов (25 401 кг)
- Максимальный взлетный вес: 64 000 фунтов (29 030 кг)
- Силовая установка: 4 × двигателей V12 с жидкостным охлаждением Allison V-1710-97 с турбонаддувом, по 1425 л.с. (1063 кВт) каждый

Производительность
- Максимальная скорость: 327 миль в час (526 км/ч, 284 узла) на высоте 25 000 футов (7600 м)
- Крейсерская скорость: 226 миль в час (364 км/ч, 197 узлов)
- Дальность: 3300 миль (5310 км, 2870 морских миль)
- Практический потолок: 29 600 футов (9 020 м)

Вооружение
- Оружие: 10× .50 в (12,7 мм) пулемёты Браунинг M2
- Бомбы: 6000 фунтов (2700 кг)[1]